# Алдошин Максим Олександрович
Макси́м Олекса́ндрович Алдо́шин (нар. 17 червня 1991, Миколаїв, Українська РСР, СРСР — пом. 7 серпня 2014, Красноармійськ, Красноармійський район, Донецька область, Україна) — український військовик, солдат військової служби правопорядку Збройних сил України. Учасник російсько-української війни.

## Короткий життєпис
Народився 17 червня 1991 року в місті Миколаїв. Протягом 1998—2001 років навчався у школі № 20. У 2001 році вступив до Миколаївської гуманітарної гімназії № 41. Після закінчення 9 класу у 2006 році вступив до Миколаївського політехнічного коледжу. У 2010 році вступив до Луганського університету внутрішніх справ імені Дідоренка.
З початком бойових дій на сході України у 2014 році, навчаючись на 5 курсі, за контрактом вступив до лав Збройних сил України. Обіймав посаду водія-стрільця взводу охорони та патрульно-постової служби Миколаївського зонального відділу військової служби правопорядку.

### Загибель
6 серпня 2014 року з Донецької прокуратури надійшло повідомлення про можливі правопорушення на блокпосту поблизу Первомайська (нині — місто Сокологірськ). Для з'ясування обставин на місце були направлені майор юстиції Михайло Кондратьєв, молодший сержант Ігор Діордіца, старший солдат Максим Трачук та водій-стрілець Максим Алдошин. Біля села Опитне УАЗ, яким він керував, потрапив в засідку терористів.
Кондратьєв віддав наказ їхати до села Піски, але неподалік залізничного мосту автомобіль потрапив під шквальний обстріл, вчинений терористами з лісосмуги з обох боків дороги. Майор Кондратьєв зазнав смертельного поранення в голову, інші вояки — різного ступеня тяжкості. Алдошин, попри поранення, намагався від'їхати, при цьому кілька разів непритомнів. Зміг вивести автомобіль у безпечне місце, врятувавши цим життя двох співслужбовців, що перебували в автомобілі. Молодший сержант Діордіца надавав медичну допомогу іншим воякам, бувши серйозно пораненим у шию. На трьох бійців була лише одна ампула з ліками, уколи робили, аж доки не зламалася голка.
Під обстрілом терористів рятувальники вивезли Трачука та Діордіцу. Максима, який відповз на 400 метрів від місця події, знайшли пізніше та, важко пораненого, доставили у лікарню міста Красноармійськ (нині — місто Покровськ). Алдошин помер у військовому шпиталі.
10 серпня 2014 року похований на Балабанівському кладовищі міста Миколаєва.

## Нагороди
- 8 вересня 2014 року за особисту мужність і героїзм, виявлені у захисті державного суверенітету та територіальної цілісності України, вірність військовій присязі під час російсько-української війни, Максима Алдошина посмертно нагороджено орденом «За мужність» III ступеня[4][5].

## Вшанування пам'яті
- 3 жовтня 2014 року на території Миколаївського політехнічного коледжу посадили алею в пам'ять про Максима Алдошина — випускника закладу[6][7].
- У Миколаєві на будинку за адресою вулиця Миколаївська, 24, де жив загиблий воїн, відкрито меморіальну дошку[8].
- Портрет Максима Алдошина розміщений на меморіалі «Стіна пам'яті загиблих за Україну» у Києві: секція 2, ряд 8, місце 24.
- Максим Алдошин вшановується 7 серпня на щоденному ранковому церемоніалі вшанування захисників України, які загинули цього дня у різні роки внаслідок російської збройної агресії на сході України[9].
- 26 липня 2024 року розпорядженням голови Миколаївської обласної державної адміністрації Віталія Кіма відповідно до Закону України «Про засудження та заборону пропаганди російської імперської політики в Україні і деколонізацію топонімії» вулицю Олега Кошового перейменовано на вулицю Максима Алдошина[10][11].